# 12-Sai.
12-Sai. (яп. 12歳。! Дзю: ни Сай, «12 лет.») — сёдзё манга, написанная и проиллюстрированная Нао Майтой. Публикуется с сентября 2012 года в журнале Ciao издательства Shogakukan. OVA-адаптация, совместной работы студий SynergySP и Ascension, выпускалась с апреля 2014 года по декабрь 2015 года. В 2016 году студией OLM, Inc. были выпущены два сезона аниме-сериала с подзаголовком «Трепет маленького сердца» (яп. ちっちゃなムネのトキメキ Титтяна Мунэ но Токимэки). Первый сезон транслировался с 4 апреля по 20 июня 2016 года, второй сезон транслируется с 3 октября 2016 года по настоящее время.

## Сюжет
Сюжет повествует о взрослении двенадцатилетней Ханаби Аясэ и её лучшей подруге Юи Аой, которые учатся в шестом классе начальной школы. Девочки влюбляются, сталкиваются с проблемами отношений с противоположным полом и становления личности.